# Падение дома Ашеров (фильм, 1960)
«Падение дома Ашеров» (англ. House of Usher) — фильм ужасов, снятый режиссёром Роджером Корманом в 1960 году. Вольная интерпретация одноимённого рассказа Эдгара Аллана По.
В 2005 году фильм включён в Национальный реестр фильмов США.

## Сюжет
Молодой житель Бостона Филип Уинтроп приезжает в дом, где живёт его невеста Мадлен Ашер. Однако слуга сперва не хочет впускать его в дом, а затем всё-таки препровождает к хозяину — Родерику Ашеру. Родерик настаивает на том, чтобы Филип уехал, при этом упоминает, что и он, и его сестра больны и вполне вероятно, что скоро скончаются. Филип не понимает, о чём идёт речь, — тогда Родерик поясняет, что страдает повышенной чувствительностью всех органов чувств, что приносит ему тяжёлые страдания. Он просит Филипа после этого уехать, однако пришедшая на шум Мадлен умоляет брата позволить её жениху остаться.
Уинтроп остаётся, однако дом, само здание, стоящее среди унылой пустоши, не располагает к уютному времяпровождению. Строение изрядно обветшало, так что постоянно угрожает обрушением. Филип умоляет девушку уехать, однако та отказывается, мотивируя это страшными родовыми тайнами. С этой целью она приводит жениха в склеп, где покоятся покойные члены рода. Помимо этого там находятся готовые гробы для Родерика и Мадлен. Один из гробов (с останками бабушки) падает, и при виде скелета Мадлен падает в обморок. Тогда Родерик решает посвятить Филипа в тайну. Оказалось, что одна из женщин рода некогда утопилась в озере, а многие члены рода — преступники и маньяки. Сам же дом был некогда перевезён из Англии. Родерик считает, что родовое зло сконцентрировалось в Мадлен. Однако Филип отказывается в это верить. Он пытается увезти невесту с собой, однако Родерик решает воспрепятствовать этому. Филип сперва слышит крики девушки, а войдя в комнату, видит её уже мёртвой. Однако на самом деле девушка впадает в летаргический сон, но Родерик всё равно устраивает погребение сестры.
Филип решает покинуть дом. Перед отъездом он узнаёт от слуги Бристола, что среди членов рода часто встречалась каталепсия. Узнав об этом Филип бежит в склеп и при этом обнаруживает, что на гроб Мадлен повешен тяжёлый замок. Открыв гроб, Уинтроп и Бристол видят, что гроб пуст. Филип пытается угрожать Родерику, однако тот лишь говорит о том, что тело девушки находится в потайном месте. Уинтроп бросается на поиски, однако безрезультатно. Ночью он видит сон, как спускается в склеп, где его встречают все члены рода Ашеров — как ещё живые, так уже и давно мёртвые.
Проснувшись, Филип видит, что начинается гроза. Он снова идёт к Родерику, который сообщает, что Мадлен ещё жива, но уже лишилась рассудка. Вдруг раздаётся страшный крик. Тогда Филип, Родерик и Бристол снова бегут в склеп, где Филип видит пустой гроб со следами крови вокруг него. Следуя по кровавым следам, Уинтроп пытается найти невесту, однако безумная девушка кидается на него, но убедившись, что это не Родерик, отпускает его. Её цель — её брат. В это время в доме начинается пожар. Когда девушка пытается задушить Родерика, на них обрушивается решётка. Филипу лишь чудом удаётся выбраться из горящего здания. Дом обрушивается, навсегда поглотив останки членов про́клятого рода…

## Саундтрек
В феврале 2011 года впервые был выпущен саундтрек к фильму.
Список композиций
1. «Overture»
2. «Main Title»
3. «Roderick Usher»
4. «Madeline Usher»
5. «Tormented»
6. «Lute Song»
7. «Reluctance»
8. «The Sleepwalker»
9. «The Vault»
10. «The Ancestors»
11. «House of Evil»
12. «Catalepsy»
13. «Pallbearers»
14. «Buried Alive»
15. «Fall of the House of Usher»

## Актёры
1. Винсент Прайс — Родерик Ашер
2. Марк Дэймон — Филип Уинтроп
3. Мирна Фэй — Мадлен Ашер
4. Гарри Эллерб — Бристол
5. Элеанор ЛеФэбер — призрак
6. Рут Окландер — призрак
7. Джеральдина Полетт — призрак

Ещё несколько актёров, сыгравшие призраков, в титрах не обозначены.